# Stoke City F.C.
Câu lạc bộ bóng đá Stoke City là một câu lạc bộ bóng đá ở Stoke-on-Trent, Anh. Thành lập từ năm 1863, Stoke là câu lạc bộ lâu đời nhất ở Premier League, và là CLB chuyên nghiệp lâu đời thứ hai trên thế giới, sau Notts County.
Sân nhà của Stoke là Bet365 Stadium, có sức chứa 30.000 chỗ ngồi. Sân được mở cửa vào năm 1997; trước đó Stoke chơi ở sân Victoria, nơi được coi là sân nhà của họ từ năm 1878 (một quãng thời gian 119 năm chung sân với Wolverhampton Wanderers). Biệt danh của đội bóng là The Potters (nghĩa là thợ gốm, do ngành công nghiệp gốm ở Stoke-on-Trent) và màu áo truyền thống của họ là màu đỏ sọc trắng cùng quần và tất trắng.
Trước khi được thăng hạng năm 2008, Stoke chưa được chơi ở giải đấu cao nhất nước Anh từ mùa giải 1984-1985, mùa giải mà họ chỉ giành được 17 điểm, số điểm thấp thứ 2 trong vòng 20 năm trước đó. Danh hiệu đầu tiên của Stoke là Carling Cup vào năm 1972, khi họ đã thắng Chelsea 2–1. Câu lạc bộ đã 2 lần vô địch giải hạng nhất Anh, đầu tiên vào năm 1992 và gần đây nhất là năm 2000.

## Cầu thủ

### Đội hình chính thức
Tính đến 5 tháng 1 năm 2024
Ghi chú: Quốc kỳ chỉ đội tuyển quốc gia được xác định rõ trong điều lệ tư cách FIFA. Các cầu thủ có thể giữ hơn một quốc tịch ngoài FIFA.
| Số | VT | Quốc gia         | Cầu thủ                                              |
| -- | -- | ---------------- | ---------------------------------------------------- |
| 1  | TM | Đan Mạch         | Daniel Iversen (cho mượn từ Leicester City)          |
| 2  | TV | Hoa Kỳ           | Lynden Gooch                                         |
| 3  | HV | Cộng hòa Ireland | Enda Stevens                                         |
| 4  | TV | Anh              | Ben Pearson                                          |
| 5  | HV | Scotland         | Michael Rose                                         |
| 6  | TV | Hà Lan           | Wouter Burger                                        |
| 7  | TV | Bồ Đào Nha       | André Vidigal                                        |
| 8  | TV | Anh              | Lewis Baker (đội phó)                                |
| 10 | TĐ | Anh              | Tyrese Campbell                                      |
| 11 | TĐ | Anh              | Dwight Gayle                                         |
| 12 | TV | Jamaica          | Daniel Johnson                                       |
| 13 | TM | Cộng hòa Ireland | Jack Bonham                                          |
| 15 | TV | Bắc Ireland      | Jordan Thompson                                      |
| 16 | HV | Anh              | Ben Wilmot                                           |
| 17 | HV | Hà Lan           | Ki-Jana Hoever (cho mượn từ Wolverhampton Wanderers) |
| 18 | TĐ | Brasil           | Wesley                                               |
| 19 | TĐ | Maroc            | Ryan Mmaee                                           |

| Số | VT | Quốc gia         | Cầu thủ                                |
| -- | -- | ---------------- | -------------------------------------- |
| 20 | TĐ | Montenegro       | Sead Hakšabanović (cho mượn từ Celtic) |
| 21 | TV | Serbia           | Nikola Jojić                           |
| 22 | TV | Hàn Quốc         | Bae Jun-ho                             |
| 23 | HV | Cộng hòa Ireland | Luke McNally (cho mượn từ Burnley)     |
| 24 | HV | Cameroon         | Junior Tchamadeu                       |
| 26 | HV | Cộng hòa Ireland | Ciaran Clark                           |
| 27 | TV | Algérie          | Mehdi Léris                            |
| 28 | TV | Anh              | Josh Laurent (đội trưởng)              |
| 29 | TĐ | Anh              | D'Margio Wright-Phillips               |
| 30 | TV | Anh              | Sol Sidibe                             |
| 34 | TM | Anh              | Frank Fielding                         |
| 35 | TĐ | Anh              | Nathan Lowe                            |
| 37 | TĐ | Anh              | Emre Tezgel                            |
| 39 | HV | Wales            | Tom Sparrow                            |
| 40 | TM | Cameroon         | Blondy Nna Noukeu                      |
| 45 | TM | Anh              | Tommy Simkin                           |

### Cho mượn
Ghi chú: Quốc kỳ chỉ đội tuyển quốc gia được xác định rõ trong điều lệ tư cách FIFA. Các cầu thủ có thể giữ hơn một quốc tịch ngoài FIFA.
| Số | VT | Quốc gia         | Cầu thủ                                                  |
| -- | -- | ---------------- | -------------------------------------------------------- |
| 32 | HV | Cộng hòa Ireland | David Okagbue (tại Walsall cho đến hết mùa giải)         |
| —  | HV | Anh              | Tom Edwards (tại Huddersfield Town cho đến hết mùa giải) |

### Các cựu cầu thủ đáng chú ý
Mặc dù có được thành tích không cao và không được chơi ở giải đấu cao nhất trong nhiều năm, CLB vẫn có được những tên tuổi nổi tiếng, những người dưới đây, có cả Sir Stanley Matthews, người đã chơi cho CLB trong hai giai đoạn từ khi còn là cầu thủ trẻ cho tới khi giải nghệ ở tuổi 50.